# Поликаста (дочь Лигея)
Поликаста (др.-греч. Πολυκάστη) — персонаж греческой мифологии из акарнанского цикла, жена Икария и мать Пенелопы.

## В мифологии
Поликаста упоминается в «Географии» Страбона как дочь акарнанца Лигея. Когда в Акарнании поселился изгнанный из Спарты или Мессении герой Икарий, Поликаста стала его женой, родила ему дочь Пенелопу и сыновей. Выше Страбон пишет: «Согласно автору „Алкмеониды“, у Икария, отца Пенелопы, было двое сыновей — Ализей и Левкадий, которые правили в Акарнании вместе с отцом». Отсюда антиковеды делают вывод, что Ализея и Левкадия родила Поликаста и что всю информацию об этом персонаже географ взял из «Алкмеониды» (от текста самой поэмы ничего не осталось).
Другие источники называют женой Икария и матерью его детей Дородоху, дочь мессенца Орсилоха, Астеродаю, дочь Еврипила, или наяду Перибею.